# Карапетян, Игорь Семёнович
Игорь Семёнович Карапетян (1927—1991) — советский стоматолог-хирург, доктор медицинских наук (1984), профессор. Создатель одной из отечественных школ хирургической стоматологии.
Он известен как первооткрыватель широкого применения ГБО (гипербарическая оксигенация) для лечения воспалительных заболеваний и травм ЧЛО, автор уникального костно-сшивающего аппарата, элеватора для вправления скуловой кости и дуги при их переломах.

## Биография
Игорь Семёнович Карапетян закончил Московский медицинский стоматологический институт Ордена Трудового Красного Знамени им. Н. А. Семашко в 1949 г.
В 1949—1953 гг. начал трудовую деятельность в институте хирургии имени А. В. Вишневского АМН СССР в качестве начальника отдела кадров, где приобрёл большой опыт организатора здравоохранения.
Два года работал ассистентом кафедры хирургической стоматологии Калининского государственного медицинского института. 
С 1953 по 1956 гг. был аспирантом кафедры хирургической стоматологии ММСИ. Под руководством А. И. Евдокимова с успехом выполнил кандидатскую диссертацию, защитив её в 1957 г., показав себя активным исследователем, перспективным научным работником, обладающим широким кругозором.
С 1961 г. И. С. Карапетян — ассистент кафедры госпитальной хирургической стоматологии ММСИ. С 1964 г. — доцент. 
В 1984 г. Игорь Семёнович защитил докторскую диссертацию.
С 1986 года, Игорь Семёнович Карапетян руководитель кафедры хирургической стоматологии и челюстно-лицевой хирургии ФПДО.
Под руководством Карапетяна защищали диссертации врачи-ученые, к примеру, доктор медицинских наук, профессор Лаптев П. И. Карапетян наряду с другими профессорами называется патриархом стоматологии.

## Научная деятельность
Автор более 100 научных трудов, в том числе 4 монографий и 15 изобретений. Также имеет несколько патентов, в том числе хирургические скобы для сшивания ткани.

### В медицинской литературе
Аппарат И. С. Карапетяна и Б. А. Смирнова для репонирования и сшивания отломков нижней челюсти плоскими металлическими скобами позволяет, по мнению авторов, не только достаточно хорошо репонировать отломки, но и плотно сводить их между собой. Проведённые И. С. Карапетяном клинические испытания показали, что аппарат позволяет развить достаточную компрессию, а прошивающие кость скобки прочно удерживают отломки в заданном положении.
В последней четверти XX века благодаря исследованиям П. М. Егорова, И. С. Карапетяна, D.M. Laskin, L. Schwartz и др. стало известно, что в отличие от других суставов, движения в височно-нижнечелюстном сочленении определяются главным образом мышцами и в меньшей степени связками и формой суставных поверхностей.

## Память
В честь Карапетяна Игоря установлена мемориальная доска на улице Вучетича, дом 9 А, Московский государственный медико-стоматологический университет, с надписью: «Профессор Карапетян Игорь Семёнович — основатель кафедры хирургической стоматологии и челюстно-лицевой хирургии работал в МГМСУ с 1961 года по 1991 год.»